# Janneke Jonkman
Janneke Jonkman (Leiderdorp, 20 januari 1978) is een Nederlandse schrijfster.
Na de basisschool volgde Jonkman drie jaar lang een dansopleiding aan het Koninklijk Conservatorium. Zij brak deze af en doorliep vervolgens het Stedelijk Gymnasium te Leiden, waar ze in 1997 haar diploma behaalde. Tijdens haar studie Nederlands aan de Universiteit van Amsterdam werd ze van 1998 tot 2004 redactielid van het literaire tijdschrift Nymph.
In 2001 verscheen Jonkmans debuutroman Soms mis je me nooit bij Uitgeverij Prometheus / Bert Bakker. In 2002 studeerde ze cum laude af. In 2004 volgde een tweede roman, De droomfotograaf, en in 2006 een derde, Verboden te twijfelen.
Interviews met Jonkman verschenen onder meer in Spits, Folia, Spui, Plug, AvantGarde en Viva.
In mei 2009 verscheen haar vierde roman, Vederlicht, bij Uitgeverij De Arbeiderspers. Janneke Jonkman werkt als (eind)redacteur voor de tijdschriften Yoga Magazine en Happinez. Sinds 2010 werkt ze als schrijfcoach en schrijfdocent voor de door haar opgerichte Amsterdamse schrijversopleiding de schrijftuin. 